# Parafia św. Izydora w Wodzisławiu Śląskim
Parafia św. Izydora – parafia rzymskokatolicka znajdująca się w Wodzisławiu Śląskim, w dzielnicy Radlin II. Należy do dekanatu wodzisławskiego. Parafia utworzona w latach 90. XX wieku. Wcześniej rejon parafii należał do parafii św. Marii Magdaleny w Radlinie. Obecnie parafia liczy niespełna 1700 parafian. Kościół poświęcił abp Damian Zimoń w 1995 roku. Patronem parafii jest Święty Izydor Oracz.

## Grupy parafialne
Na terenie parafii działa kilka grup parafialnych:
- Rada Parafialna,
- Zespół Charytatywny,
- Domowy Kościół,
- Rodziny Szensztackie,
- Ruch Światło-Życie „Oaza”,
- Róże Różańcowe,
- Dzieci Maryi,
- Ministranci.

## Proboszczowie
- ks. Józef Durok  (1989-2007)
- ks. Jan Sopot (2007-2021)
- ks. Krzysztof Kępka (od 2021)